# Rothes Haus

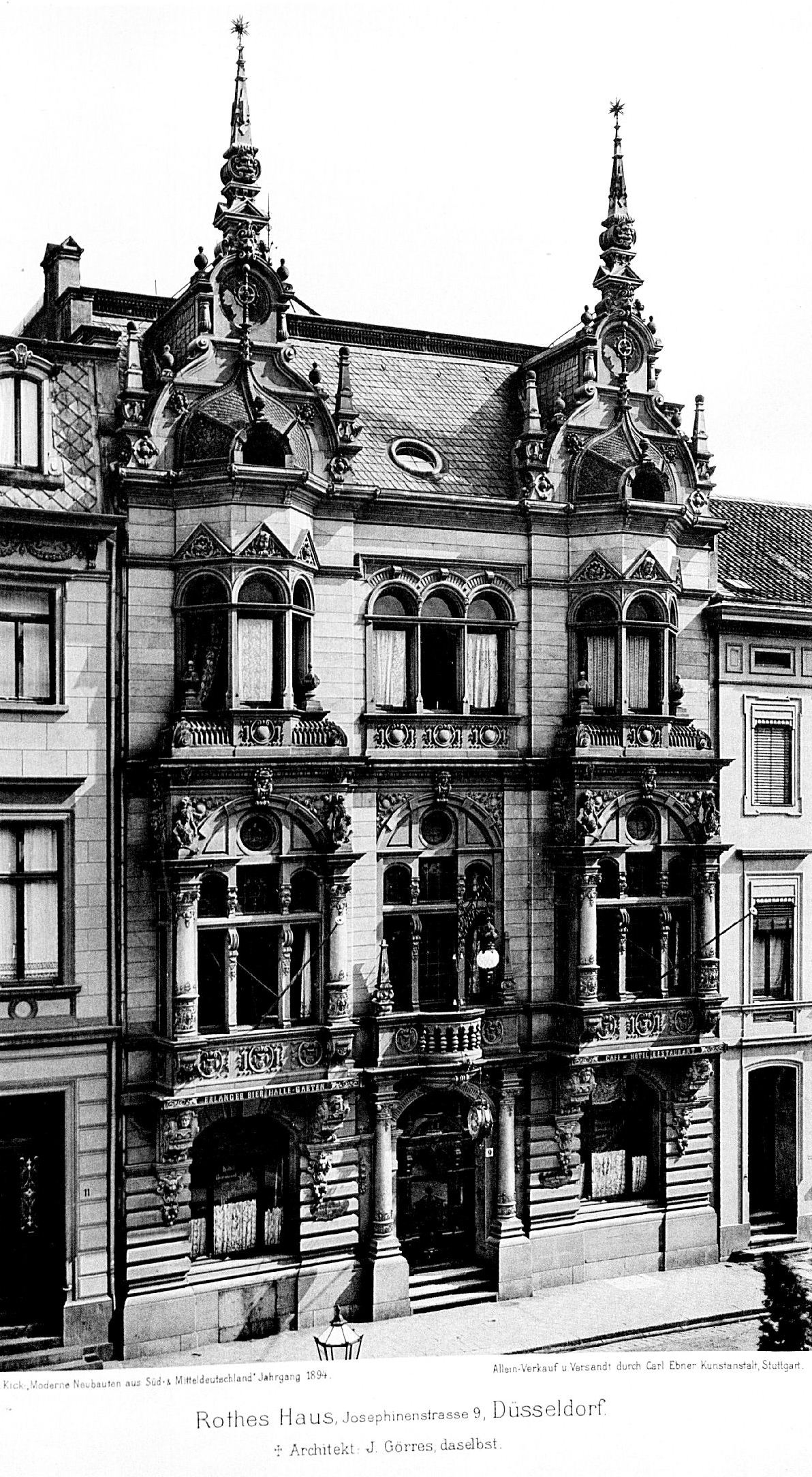
Rothes Haus (vor 1895)

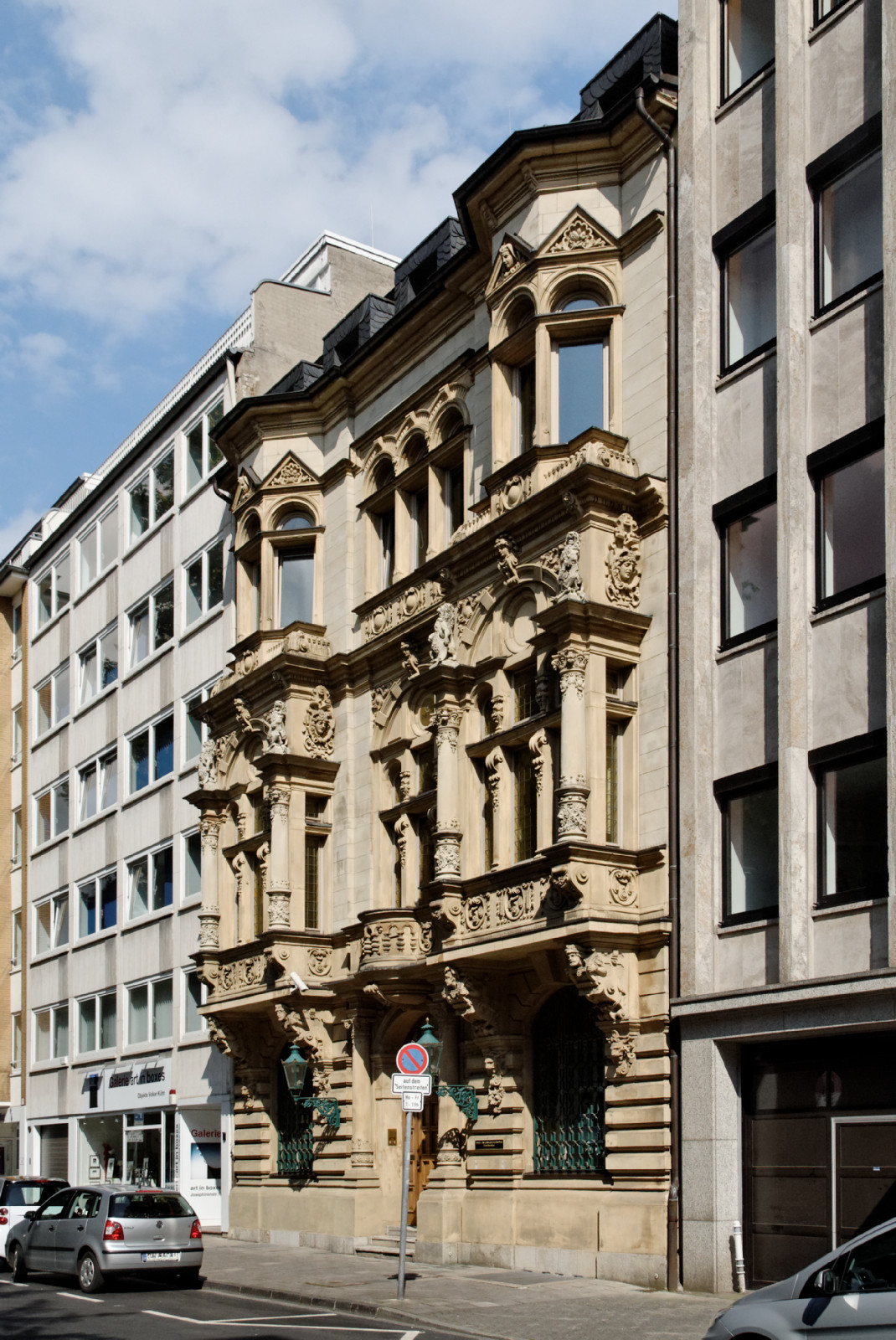
Rothes Haus (2011)

Das Gebäude des ehemaligen Hotels Rothes Haus in Düsseldorf, Josephinenstraße 9, wurde 1887–1888 erbaut und steht unter Denkmalschutz.

## Beschreibung
Das Haus entstand nach einem Entwurf des Düsseldorfer Architekten J. Görres. Das dreigeschossige Bauwerk hat eine mit Naturstein verkleidete Fassade, die in drei Achsen unterteilt ist. Das Erdgeschoss zeigt kräftige Rustika, die Mittelachse ein Portal mit Säulen. Darüber befindet sich im ersten Obergeschoss ein halbrunder Balkon; die beiden flankierenden Achsen zeigen architektonisch aufwändig gestaltete Erker. Diese werden von Halbsäulen und Kapitellen flankiert. Tageslicht fällt durch die Drillingsfenster im ersten Obergeschoss. Bemerkenswert ist die Oberlichtfensterzone oberhalb der Drillingsfenster, die für die antikische, klassizistische Renaissance Italiens typische Verwendung strenger geometrischer Formen, wie Quadrate, Kreise und Rundbögen, aufweist. Die Fassade über dem ersten Obergeschoss zeigt ein kräftiges Gebälk. Der Erker erhält im zweiten Obergeschoss polygone Formen. Rundbogige Fenster sind im zweiten Obergeschoss zu sehen. Die beiden Blendgiebel in der Dachgeschosszone zeigten Rollwerk und Obelisken im Stil der deutschen Renaissance. In den Jahren 1893, 1920 und 1923 wurde das Gebäude umgebaut. Das Haus ist wesentlich verändert erhalten, die aufwändig gestalteten Blendgiebel sind verschwunden.

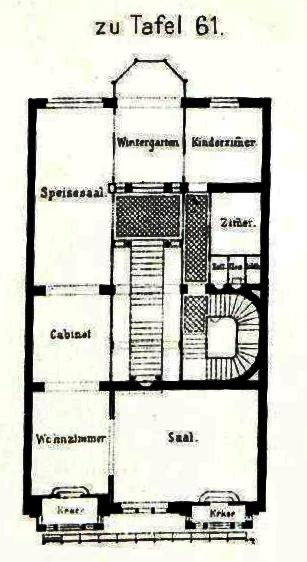
Grundriss

### Haus Bettermann
Auf dem Erdgeschoss befand sich ein Café-Restaurant mit Biergarten. Anfang des 20. Jahrhunderts betrieb der Pächter Paul Bettermann hier ein Weinhaus mit angeschlossenem Großhandel. Seitdem wurde das Gebäude auch „Haus Bettermann“ genannt. Von 1907 bis 1910 hatte das Oberlandesgericht Düsseldorf Diensträume im Haus Josephinenstraße 9 als provisorische Unterkunft angemietet. In der Zeit der französischen Besetzung des Rheinlands wurde im Juni 1923 sämtliche Weinvorräte des „Weinhaus Bettermann“ beschlagnahmt. Im Juni 1954 ging das „Weinhaus Bettermann“ in den Besitz der Bürgergesellschaft „Zur Ludwigsburg“ (gegründet 1833) über. Bim Reinert, Gründerin des Creamcheese, eröffnete 1973 hier den eleganten „better mans club“, eingerichtet mit Korbmöbeln, Palmen und Ventilatoren, in dem ein ausgestopfter Mops die Gäste an der Freitreppe empfing. Künstler wie Joseph Beuys, Daniel Spoerri und Gotthard Graubner verkehrten im Club ebenso wie der Galerist Alfred Schmela oder Gabriele Henkel und viele mehr.